# Guerre civile européenne
La guerre civile européenne est une construction historique a posteriori selon laquelle les conflits européens de la première moitié du XXe siècle sont en réalité un seul et même conflit, similaire à la guerre de Trente Ans.
Commentant la guerre de la Ligue d'Augsbourg, conflit majeur entre les puissances européennes de la fin du XVIIe siècle, Voltaire écrit que « La plupart des guerres entre les princes chrétiens sont des espèces de guerres civiles ». Au XIXe siècle, Victor Hugo aura une formule analogue, exprimant toutefois une unité européenne détachée du christianisme : « une guerre entre Européens est une guerre civile ». De même, selon André Maurois, le maréchal Lyautey s'exclama le 3 août 1914, en apprenant la déclaration de guerre allemande : « Mais ils sont fous ! Une guerre entre Européens, c'est une guerre civile... C'est la plus énorme ânerie que le monde ait jamais faite ! »,.

## Définition de la notion
Ernst Nolte est le premier à proposer le concept dans son ouvrage La Guerre civile européenne. 1917-1945, paru en Allemagne en 1987 : celui-ci entraîne une polémique qualifiée de « querelle des historiens », Ernst Nolte étant accusé d'exonérer le nazisme de sa barbarie en le présentant comme une réaction au communisme,. À feu et à sang, de la guerre civile européenne, 1914-1945, ouvrage d'Enzo Traverso paru en 2007, reprend le concept sous un angle[Lequel ?] différent.
Viennent à l'appui de cette thèse :
- la proximité religieuse, culturelle, linguistique et ethnique des États concernés ;
- la relative nouveauté de leurs frontières pour certains d'entre eux ;
- la proximité familiale de certains des souverains ;
- la rapidité avec laquelle les élites de ces pays se sont rapprochées pour créer après-guerre les divers projets politiques européens[réf. nécessaire].

## Événements
Il n'y a eu de facto que peu de périodes de paix réelle en Europe dans la première moitié du XXe siècle. Les États utilisent largement la force pour régler leurs questions ethniques, frontalières et territoriales. Outre les deux guerres mondiales, l'Europe a ainsi connu de nombreux conflits ou des situations pré-conflictuelles ou de violence contre les populations, des coups d’État, des violations de traités, etc. :
- l'insurrection d'Ilinden en 1903 ;
- les pogroms russes de 1903-1907 ;
- la révolution russe de 1905 ;
- l'insurrection de Łódź (en) en 1905
- l'annexion de la Bosnie-Herzégovine par l'Autriche-Hongrie en 1908 ;
- les révoltes nationales en Albanie contre l'empire ottoman de 1910 à 1912 ;
- l'annexion de la Tripolitaine par l'Italie en 1911 ;
- l'annexion du Dodécanèse par l'Italie en 1912 ;
- la guerre italo-turque en 1911-1912 ;
- les deux guerres balkaniques en 1912-1913 ;
- la révolte paysanne en Albanie (en) de 1914 ;
- la Première Guerre mondiale de 1914 à 1918 ;
- l'insurrection de Pâques en Irlande en 1916 ;
- la guerre civile russe de 1917 à 1923 ;
- la guerre arméno-géorgienne en 1918 ;
- la guerre civile finlandaise en 1918 ;
- la révolution allemande de 1918-1919 ;
- la guerre d'indépendance de l'Estonie de 1918 à 1920 ;
- la  guerre d'indépendance de la Lettonie de 1918 à 1920 ;
- les guerres d'indépendance lituaniennes de 1918 à 1920 ;
- les pogroms de 1918 à 1922 en Ukraine et en Biélorussie ;
- la guerre franco-turque de 1918 à 1921 ;
- la guerre polono-tchécoslovaque de 1919 ;
- La guerre hungaro-roumaine de 1919 ;
- la guerre soviéto-polonaise de 1919 à 1921 ;
- la guerre gréco-turque de 1919 à 1922 ;
- en 1920, la guerre polono-lituanienne et une tentative de coup d’État militaire en Allemagne ;
- la tentative de grève générale insurrectionnelle en Allemagne en 1921 ;
- la guerre civile irlandaise de 1922 à 1923 ;
- en 1923, l'incident de Corfou, l'occupation de la Ruhr, une situation insurrectionnelle en Allemagne, avec intervention de l'armée, la tentative de coup d’État d'Hitler ;
- l'incident de Pétritch en 1925 ;
- le coup d’État militaire en Pologne en 1926 et l'instauration d'un régime autoritaire jusqu'en 1939 ;
- le génocide ukrainien en 1932-1933 ;
- en 1933, le début de la politique répressive notamment à l'égard des juifs en Allemagne ;
- la crise du 6 février 1934 en France ;
- l'assassinat du roi de Yougoslavie en France en 1934 ;
- la guerre civile autrichienne en 1934, et une tentative de coup d’État la même année en Autriche ;
- en 1935, le début d'une dictature en Bulgarie, la tentative de coup d’État en Grèce, les violations du Traité de Versailles par l'Allemagne, la nouvelle guerre italo-éthiopienne ;
- la guerre civile espagnole, de 1936 à 1939 ;
- l'Anschluss et la crise des Sudètes en 1938 ;
- en 1939, le démembrement de la Tchécoslovaquie par l'Allemagne, la guerre slovaquo-hongroise,  l'invasion de l'Albanie par l'Italie, l'invasion de la Pologne par l'Allemagne, événements qui préludent au déclenchement de la Seconde Guerre mondiale ;
- la Seconde Guerre mondiale de 1939 à 1945 ;
- la guerre russo-finlandaise de 1939 à 1940 ;
- la guerre civile grecque de 1944 à 1949.

Pendant toute cette période, l'Europe connaît en outre une puissante agitation politique dans de nombreux pays, marquée par des tentatives de coup d'État ou des coups d'État réussis, des assassinats politiques, des situations insurrectionnelles ou proches de la guerre civile, la multiplication des régimes dictatoriaux et une forte radicalisation entre communisme et nationalisme.